# Ydre Hebrider
De Ydre Hebrider, også kendt som Western Isles (skotsk gælisk: Na h-Eileanan Siar eller Na h-Eileanan an Iar ), Innse Gall ("de fremmedes øer") eller Long Isle eller Long Island (skotsk gælisk An t-Eilean Fada), er en øgruppe vest for fastlandet i Skotland. Øerne er geografisk det samme som Comhairle nan Eilean Siar, en af de 32 rådsområder i Skotland. De er en del af Hebriderne, der er adskilt fra det skotske fastland og fra de Indre Hebrider af Minch, Little Minch and Sea of the Hebrides. Skotsk gælisk er det fremherskende sprog, selvom engelsk i nogle områder er mere almindeligt.
De fleste af øerne har grundfjeld af metamorfe bjergarter, og klimaet er mildt kystklima. De 15 beboede øer har en samlet befolkning på omkring 26.900, og der er mere end 50 større ubeboede øer. Fra Barra Head i syd til Butt of Lewis i nord er der omkring 210 km.
Der findes forskellige vigtige forhistoriske strukturer, hvoraf mange går forud for de første nedskrevne referencer til øerne af romerske og græske forfattere. Øerne blev en del af nordboernes kongerige Suðreyjar, som eksisterede i over 400 år indtil dets suverænitet overgik til Skotland ved Perth-traktaten i 1266. Kontrollen over øerne blev herefter styret af klanerne, særligt MacLeods, MacDonalds, Mackenzies og MacNeils. Highland Clearances i 1800-tallet havde en ødelæggende effekt på mange samfund og det er først i de senere år, at at befolkningstallet er ophørt med at falde. Meget af landet er under lokal kontrol og kommercielle aktiviteter er baseret på turisme, husmandsbrug, fiskeri og vævning.
Søfart er vigtig og der er en række forskellige færgeselskaber der driver ruter mellem øer og Skotlands fastland. Moderne navigationssystemer minimerer i vores dage farerne, men tidligere har de stormfyldte have resulteret i mange skibsforlis. Religion, musik og sport er vigtige aspekter i den lokale kultur, og der er adskillige beskyttede naturområder.

## Beboede øer
| Ø                | Gælisk navn             | Gruppe              | Areal (ha) | Indbyggertal | Højeste punkt    | Højde(m) |
| ---------------- | ----------------------- | ------------------- | ---------- | ------------ | ---------------- | -------- |
| Baleshare        | Am Baile Sear           | Uists and Benbecula | 910        | 58           |                  | 12       |
| Barra            | Barraigh                | Barra               | 5.875      | 1.174        | Heaval           | 383      |
| Benbecula        | Beinn nam Fadhla        | Uists and Benbecula | 8.203      | 1.303        | Ruaval           | 124      |
| Berneray         | Beàrnaraigh             | Uists and Benbecula | 1.010      | 138          | Beinn Shleibhe   | 93       |
| Eriskay          | Èirisgeigh              | Uists and Benbecula | 703        | 143          | Ben Scrien       | 185      |
| Flodaigh         | Flodaigh                | Uists and Benbecula | 145        | 7            |                  | 20       |
| Fraoch-eilean    | Fraoch-eilean           | Uists and Benbecula | 55         | ?            | Cnoc Mor         | 11       |
| Great Bernera    | Beàrnaraigh Mòr         | Lewis (Loch Ròg)    | 2.122      | 252          |                  | 87       |
| Grimsay (North)  | Griomasaigh             | Uists and Benbecula | 833        | 169          |                  | 22       |
| Grimsay (South)  | Griomasaigh             | Uists and Benbecula | 117        | 20           |                  | 20       |
| Lewis and Harris | Leòdhas agus na Hearadh | Lewis and Harris    | 217.898    | 21.031       | Clisham          | 799      |
| North Uist       | Uibhist a Tuath         | Uists and Benbecula | 30.305     | 1.254        | Eaval            | 347      |
| Scalpay          | Sgalpaigh na Hearadh    | Harris              | 653        | 291          | Beinn Scorabhaig | 104      |
| South Uist       | Uibhist a Deas          | Uists and Benbecula | 32.026     | 1.754        | Beinn Mhòr       | 620      |
| Vatersay         | Bhatarsaigh             | Barra               | 960        | 90           | Theiseabhal Mòr  | 190      |